# Juncal (serie de televisión)
Juncal es una serie de televisión original de Jaime de Armiñán, creada a partir de un capítulo de la serie Cuentos imposibles, que había dirigido en 1984. La serie se rodó en 1988 y se emitió en TVE1 al año siguiente. Consta de siete capítulos de una hora aproximada de duración.
Jaime de Armiñán se basó para esta serie en un gran aficionado a los toros que conoció en una tertulia en los años sesenta con múltiples historias relacionadas con los toros que había acumulado durante muchos años de vinculación a este mundo.

## Argumento
José Álvarez "Juncal" es un matador de toros que triunfó en los años cuarenta, cincuenta y sesenta al que una cornada dejó inútil para la profesión. En la cumbre de su carrera contrajo matrimonio con la rica cordobesa Julia Muñoz, a quien abandonó tras tener dos hijos con ella. Tras veinte años de convivencia con su amante Teresa Campos, esta le expulsa de su vida tras conocer sus infidelidades, por lo que Juncal decide regresar a Córdoba para intentar recuperar a su familia.

## Ficha artística
| Personaje             | Intérprete                |
| --------------------- | ------------------------- |
| José Álvarez "Juncal" | Francisco Rabal           |
| "Búfalo"              | Rafael Álvarez "El Brujo" |
| Teresa Campos         | Emma Penella              |
| Julia Muñoz           | Carmen de la Maza         |
| Domingo Camprecios    | Fernando Fernán Gómez     |
| Manolo Álvarez        | Luis Miguel Calvo         |
| Bernardo Álvarez      | Manuel Zarzo              |
| Rosario               | Cristina Hoyos            |
| Merche                | Lola Flores               |

## Curiosidades
- Con un presupuesto de 400 millones de pesetas, necesitó de 6 meses de rodaje y 7 de montaje.
- Rodada en Sevilla, Madrid, Córdoba, Lisboa y el sur de Francia.
- El Bar Español, situado en la ficción en Sevilla, es en realidad el conocido Bar Los Gabrieles de Madrid, situado en la calle Echegaray 17. Sus paredes de azulejos datan en su mayoría de los años 20 y muchos de ellos aparecen en los títulos de crédito de la serie. El bar se cerró en 2003, el inmueble fue vendido y no ha vuelto a abrir sus puertas.
- Luis Miguel Calvo, que interpreta al hijo de Juncal, es matador de toros en la vida real.
- Francisco Rabal consideraba Juncal como uno de sus papeles más ricos e interesantes, junto a los que realizó en Nazarín y Los santos inocentes.[3]

## Premios
- ADIRCAE a la Mejor Serie de Televisión.
- Fotogramas de Plata al mejor intérprete de televisión (Francisco Rabal).
- Premio Ondas a la Mejor Serie Nacional.
- TP de Oro al Mejor Actor (Rafael Álvarez "El Brujo").